# Первушина, Ирина Ивановна
Ирина Ивановна Первушина (Горохова) (род. 1 апреля 1942, Воронеж) — советская гимнастка, двукратная чемпионка мира, двукратная чемпионка СССР в отдельных видах многоборья, обладательница кубка СССР в многоборье. Заслуженный мастер спорта СССР.

## Биография
Ирина Первушина родилась в Воронеже 1 апреля 1942 года, в дни когда город оборонялся от немецких захватчиков.
Гимнастикой стала увлекаться в школьные годы, посещала тренировки регулярно, тренировалась у Ю. Э. Штукмана. На соревнованиях представляла Добровольное спортивное общество «Буревестник» из города Воронежа.
В 1959 году, окончив общеобразовательную школу, Ирина поступила на химический факультет Воронежского государственного университета (ВГУ), который благодаря энтузиазму Ю. Э. Штукмана превратился в настоящую кузницу кадров для советской женской гимнастики. Из стен этого факультета на спортивные арены вышли такие мастера гимнастики как Р. Александрова, Т. Люхина (Замотайлова), Л. Калиниченко, В. Радугина, Г. Шумейко. Не отстала от них и Первушина.
В 1958 году гимнастка успешно дебютировала, став чемпионкой РСФСР в вольных упражнениях и на бревне.
Через год на XXV чемпионате СССР по многоборью она вошла в число 18 лучших гимнасток СССР в многоборье, а также смогла выиграть «бронзу» в опорных прыжках и в упражнениях на бревне.
В Ленинграде в 1960 году на V Кубке СССР по многоборью, совмещенном с XX чемпионатом СССР в отдельных видах многоборья, Первушина заняла шестое место в упражнениях на бревне и вошла в десятку лучших в многоборье.
В 1961 году Ирина Ивановна продолжила успешно выступать на внутренних турнирах по гимнастике. В Минске, на VI Кубке СССР по многоборью она выиграла «бронзу» в вольных упражнениях, вошла в пятерку лучших в опорных прыжках, в шестерку лучших в упражнениях на бревне и стала 14-й в многоборье. В ноябре на XXI чемпионате СССР в отдельных видах многоборья в Москве — вошла в тройку призеров в упражнениях на брусьях, была четвёртой в многоборье, в опорных прыжках и в вольных упражнениях. В Тбилиси в декабре 1961 года на чемпионате СССР по многоборью была седьмой.
За внешне неподвижное, медитирующее лицо, полузакрытые глаза Ирину называли «сфинксом».
В 1961 году в программе Всемирных Универсиад впервые появились соревнования по спортивной гимнастике. Победители определялись в многоборье. В Софии, где проходила Универсиада 1961 года, у женщин весь пьедестал почета принадлежал советским гимнасткам. Абсолютной чемпионкой стала Ирина Первушина.
На XXII чемпионате СССР в отдельных видах многоборья, совмещенном с VII Кубком СССР по многоборью, в мае 1962 года в Москве, Первушина выиграла «золото» в упражнениях на бревне, в вольных упражнениях, завоевала «серебро» в опорных прыжках, и, опередив саму Ларису Латынину, стала обладательницей Кубка СССР по многоборью.
На чемпионате мира в Праге, который состоялся в июле 1962 года, самая молодая гимнастка сборной СССР поехала шестым номером. Советские гимнастки в командном первенстве обошли ставшую второй сборную Чехословакии на 2,398 балла и завоевали титул чемпионок мира. Свою лепту внесла и Ирина Первушина, которая на этом турнире завоевала золотую медаль в упражнениях на брусьях, серебряную — в вольных упражнениях и бронзовую — в многоборье.
В 1963 году серьезная травма колена вынудила расстаться с большим спортом.
После завершения спортивной карьеры, имея университетское образование, Ирина Первушина работала инженером-химиком на различных предприятиях Воронежа.
Проживает в городе Воронеже.